# Kyriácos Pávlou
Kyriácos Pávlou (en grec moderne : Κυριάκος Παύλου) est un footballeur international chypriote né à Larnaca le 4 septembre 1986.